# 拓跋子孝
拓跋子孝（？—？），原姓元，字季业，河南郡洛阳县（今河南省洛阳市东）人，追尊魏景穆帝拓跋晃曾孙，侍中、骠骑将军、司空公、钜平文懿侯元钦之子，北魏宗室、官员。

## 生平
拓跋子孝早年就有美好的名声，虚龄八岁时司徒崔光见到他后很惊异，说：“后辈的领袖，必定是这个人。”魏孝武帝元修西入关中时，拓跋子孝来不及跟随，之后才到长安，被封义阳王。拓跋子孝相貌举止很美，喜欢幽默笑谈，喜好饮酒爱惜人才，士大夫都归附于他，家中常常坐满宾客，却整天没有一点疲倦。拓跋子孝性格又宽厚仁慈，与亲族的关系很和睦，在自己的私人住宅中开办学馆，召集本家族的子弟，白天晚上都讲习诵读，又供给子弟衣服和食物，和对待自己儿子们一样。大统十七年（551年），八柱国之一的李虎去世，达奚武又立下平定汉中的功劳，朝廷商议想要以达奚武为柱国，达奚武说：“我作柱国，不应在拓跋子孝前。”达奚武坚决推辞不接受。拓跋子孝因此出任柱国，后历任特进、尚书令、少师。拓跋子孝因见到拓跋氏政权国运衰落，深深地自我贬低隐藏，日夜纵酒，后来依例降低爵位为公爵，重新姓拓跋氏，不久去世，儿子拓跋赟继承爵位。

## 家庭

### 兄弟
- 元崇业，北魏宁朔将军、员外散骑常侍
- 元诞业，北魏襄威将军、员外散骑侍郎